# جون كريستودولو
جون كريستودولو (بالإنجليزية: John Christodoulou، باليونانية: Γιάννακης Θεοφάνη Χριστοδούλου؛ ولد في 24 مايو 1965) هو رجل أعمال بريطاني من أصل قبرصي وملياردير مقيم في موناكو. يُعرف بكونه مطوّرًا عقاريًا ومالكًا لمجموعة يانيس (Yianis Group)، وهي شركة خاصة تمتلك محفظة واسعة من العقارات السكنية والفندقية والتجارية والترفيهية في المملكة المتحدة وأوروبا.

## مجموعة يانيس
يمتلك كريستودولو ويدير شركة يانيس غروب، التي تُوظف أكثر من 7,000 شخص في المملكة المتحدة وحدها. ومن خلال هذه المجموعة، يُعتبر كريستودولو واحدًا من أكبر مالكي العقارات الحرة (Freeholder landlords) في إنجلترا.

## الجدول الزمني لمسيرته
| السنة                  | الحدث                                                                          |
| ---------------------- | ------------------------------------------------------------------------------ |
| 1965                   | وُلد في قبرص باسم يانناكيس ثيوفاني كريستودولو                                   |
| سبعينيات القرن العشرين | هاجر مع أسرته إلى المملكة المتحدة خلال فترة الاضطرابات في قبرص                 |
| أوائل الثمانينيات      | بدأ مشواره المهني في مجالات صغيرة قبل دخوله قطاع العقارات                      |
| أواخر الثمانينيات      | أسس النواة الأولى لـمجموعة يانيس في لندن                                       |
| تسعينيات القرن العشرين | توسع في شراء العقارات السكنية والفندقية في المملكة المتحدة                     |
| العقد 2000s            | توسع نحو أوروبا، مع استثمارات في الفنادق والعقارات التجارية                    |
| العقد 2010s            | أصبح أحد أبرز مالكي العقارات الحرة في إنجلترا، مع توسع نشاطه إلى موناكو        |
| العقد 2020s            | واصل الاستثمار في قطاعي الفنادق والعقارات الفاخرة، مع التركيز على لندن وأوروبا |

## الثروة والنشاط
صُنف كريستودولو ضمن قائمة المليارديرات البريطانيين المرتبطين بقطاع العقارات. وتضم محفظته الاستثمارية عقارات بارزة في لندن ومدن أوروبية كبرى. كما يُعرف بدعمه لبعض المشاريع الخيرية والأنشطة الاجتماعية، خصوصًا في أوساط الجالية القبرصية في بريطانيا وأوروبا.

## الحياة الشخصية
يعيش كريستودولو في موناكو منذ سنوات التسعينيات، حيث اتخذ الإمارة مقرًا لإقامته الدائمة بجانب نشاطاته التجارية. وهو متزوج ولديه أبناء، ويُعرف عنه اهتمامه بالحفاظ على خصوصية حياته العائلية بعيدًا عن الإعلام. كما يشارك في فعاليات اجتماعية وخيرية داخل الجالية القبرصية في بريطانيا وأوروبا، ويُعتبر من الداعمين للمبادرات التعليمية والتنموية.